# Castillo de Trausnitz
El castillo del Trausnitz (en alemán Burg Trausnitz) es un castillo medieval situado en Landshut, Baviera, en el sur de Alemania.
Era la sede de los Wittelsbach y se utilizó como residencia ducal para la Baja Baviera entre 1255 y 1503, y más tarde para los gobernantes hereditarios de toda Baviera. El castillo lo fundó el duque Luis I en 1204.

## Historia y arquitectura

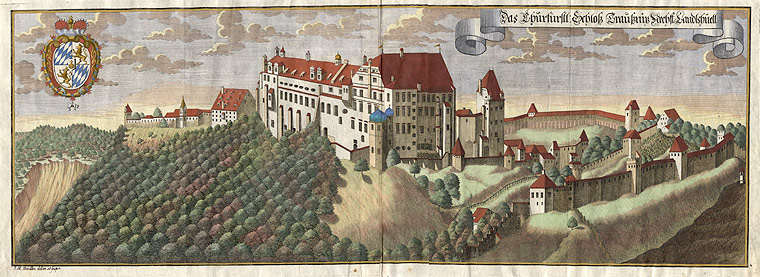
Trausnitz, por Michael Wening (1645-1718)

El castillo se encuentra en la cima de un cerro que domina la ciudad de Landshut. Finalizado en el siglo XVI, tenía el mismo nombre que la ciudad, Burg Landshut, que se traduce en "protector de la tierra". El castillo se construyó en 1204 por orden de Luis I, Duque de Baviera para la proteger la ciudad y el territorio circundante. Su construcción estaba ya había terminado cuando lo visitó en 1235 el emperador Federico II. Las dimensiones actuales del castillo son las mismas que las originales del siglo XIII.
Durante la primera mitad del siglo XIII Trausnitz representaba no sólo el centro de la política imperial, sino también el centro de la cultura de los Staufer. En aquel periodo visitaron Landshut numerosos famosos menestrellos y minnesänger, entre los que cabe destacar a Walther von der Vogelweide y a Tannhäuser. El mecenazgo de arte de los duques de Baviera era tan dispendioso que mandaron a un escultor a Estrasburgo para crear joyas para una escultura que se encuentra ahora en la Burgkapelle, la "Capilla palatina".
El duque Jorge el Rico renovó y amplió los edificios del castillo durante el siglo XV. El Dürnitz (Sala de los Caballeros) se construyó en este periodo. También se erigieron los muros del anillo exterior y se aumentaron las torres defensivas.
En 1516 el duque Luis X de Baviera reestructuró y mandó construir el castillo según el estilo renacentista de la Alemania meridional, transformando el interior en un palacio residencial. Todavía hoy quedan los pórticos del patio, creados entre 1568 y 1578 por Friedrich Sustris para el príncipe heredero Guillermo V de Baviera. Asimismo se adquirieron entonces muchos cuadros de estilo florentino, aunque la mayor parte de estos se perdieron a causa de varios incendios. Más tarde, el príncipe Fernando María (1675-1679) emprendió la restauración de las pinturas quemadas y arregló las habitaciones con otras obras. (En 1536, el mismo Luis X de Baviera mandó construir una nueva residencia de Landshut situada en la parte baja de la ciudad, próxima al río Isar).
En el curso del siglo XVIII, el palacio se utilizó como cuartel y prisión para los detenidos de alto rango. Al inicio del siglo XIX sirvió como hospital.
Entre 1869 y 1873 el rey Luis II de Baviera (creador del castillo de Neuschwanstein en Füssen) se encargó de la decoración de un nuevo y  espléndido apartamento privado situado en el segundo piso del ala del príncipe.
En 1961 un incendio destruyó gran parte del interior, inclusive las cámaras del rey, actualmente restauradas.

## Galería de imágenes

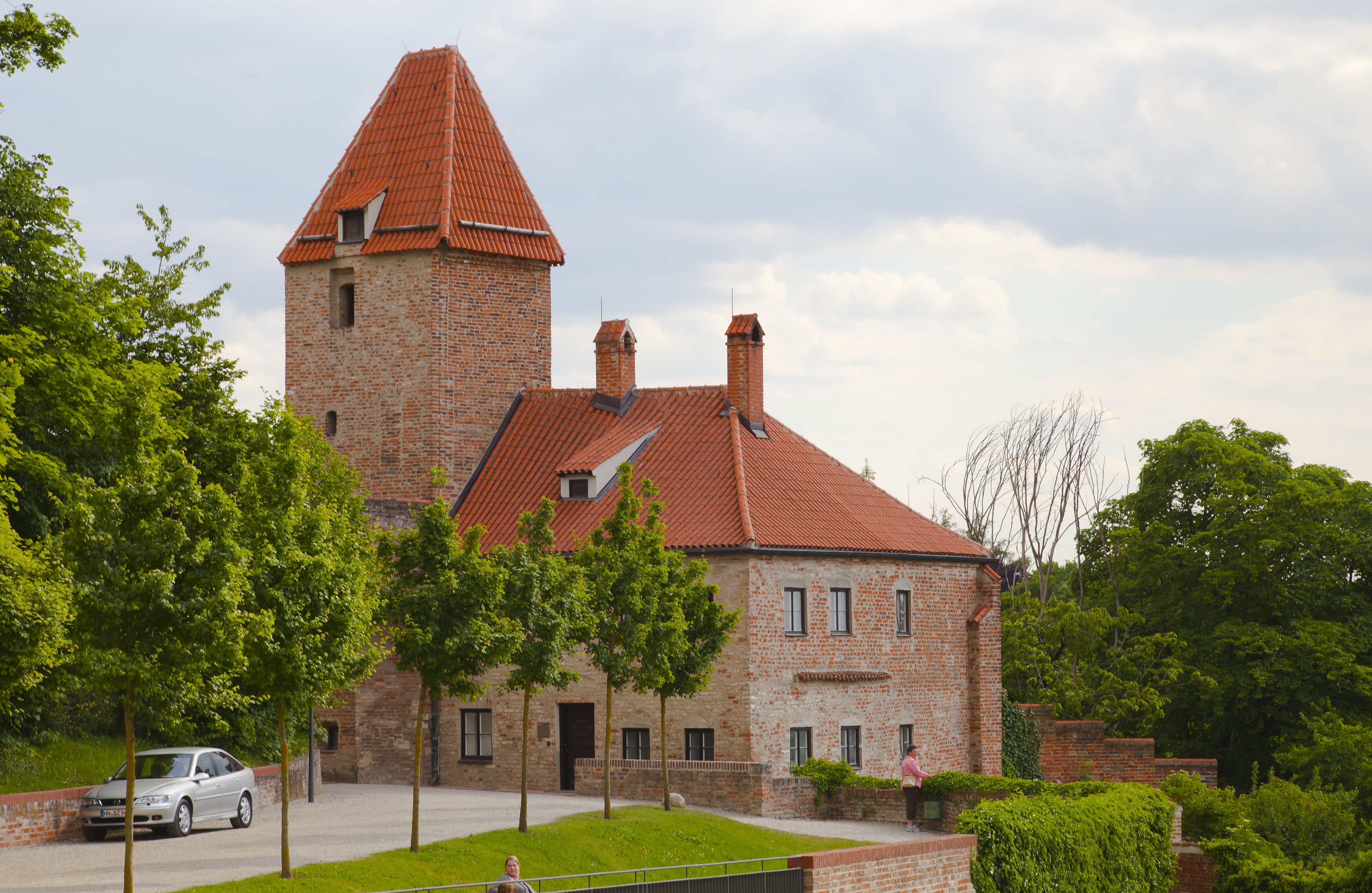
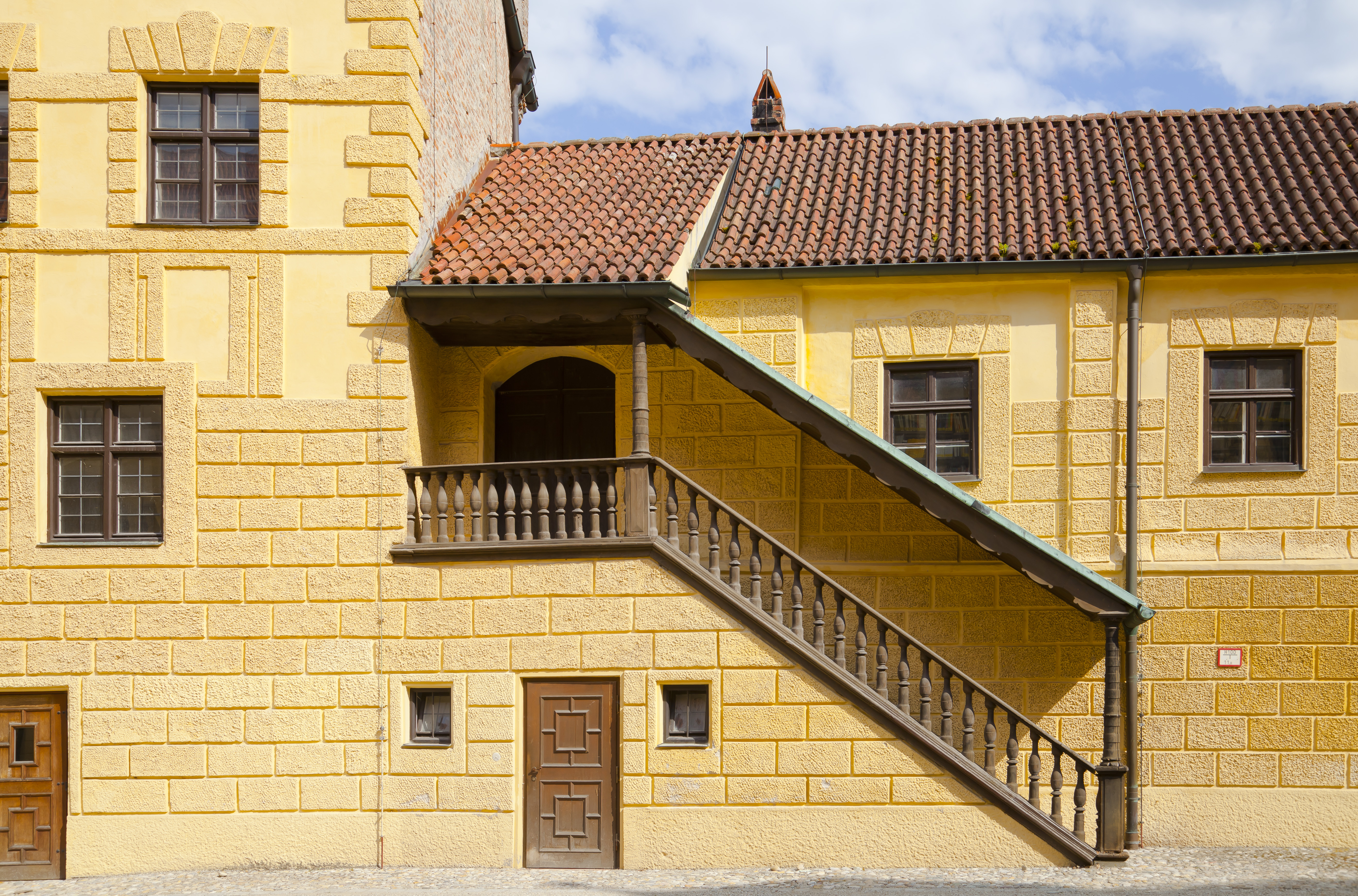
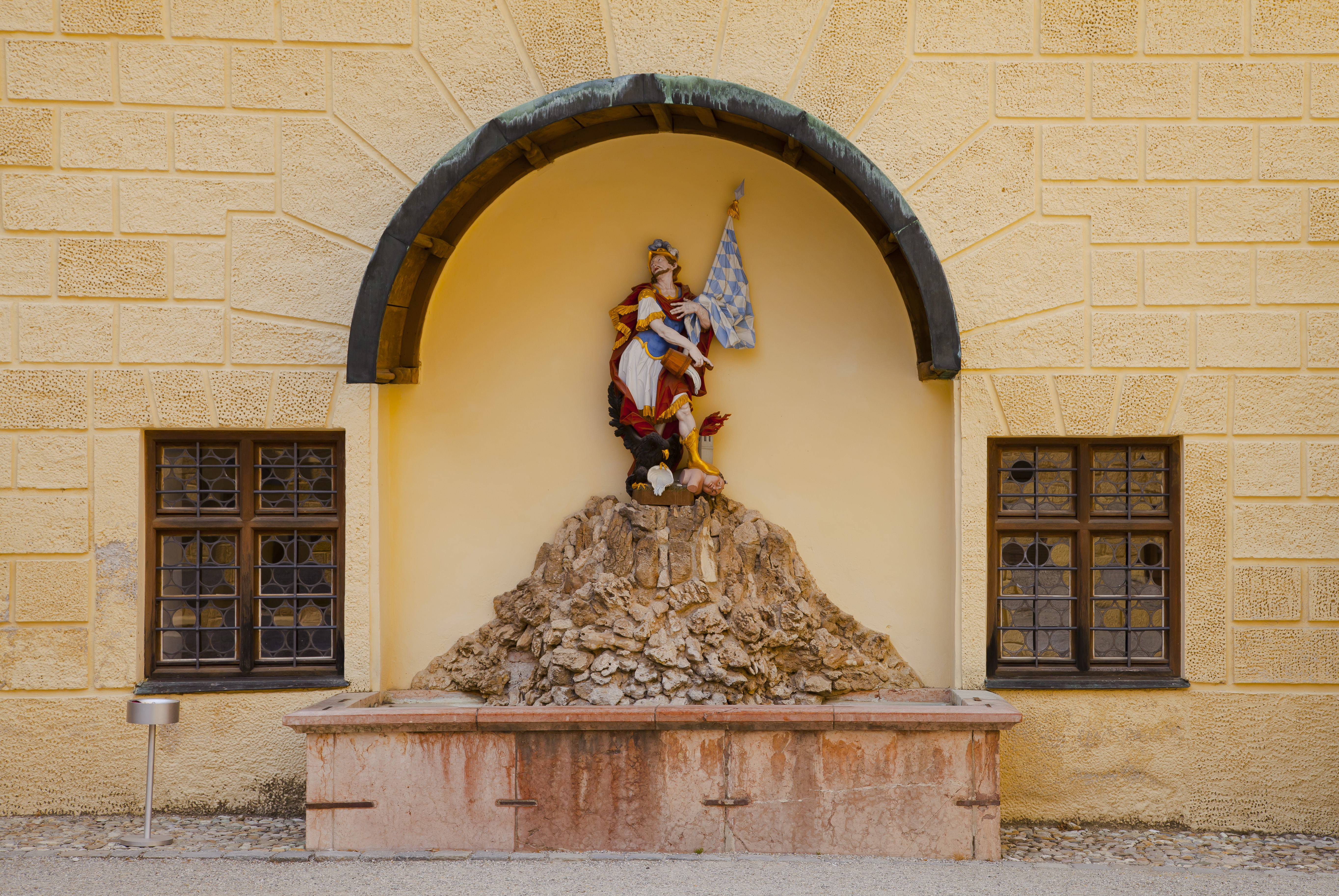
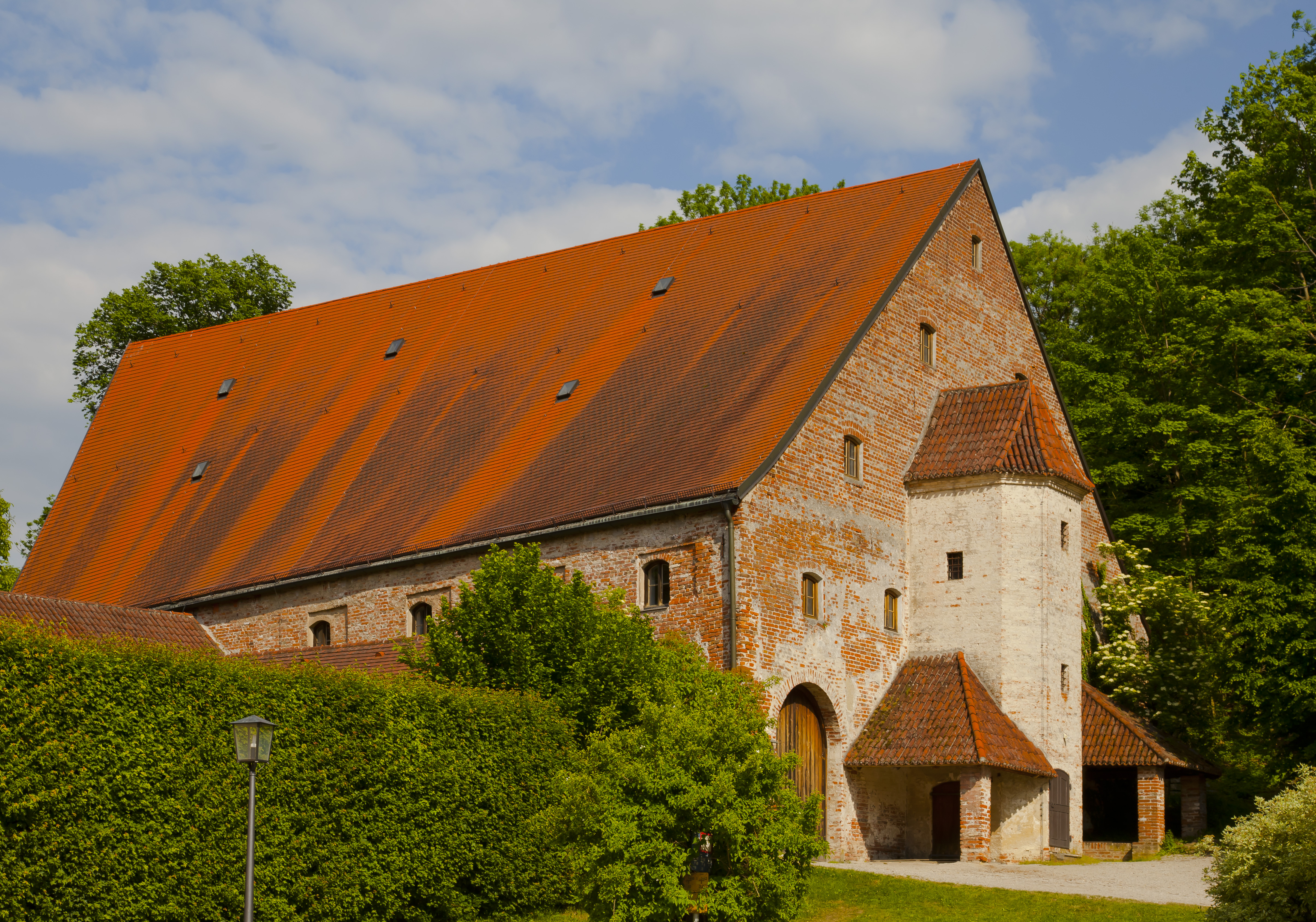
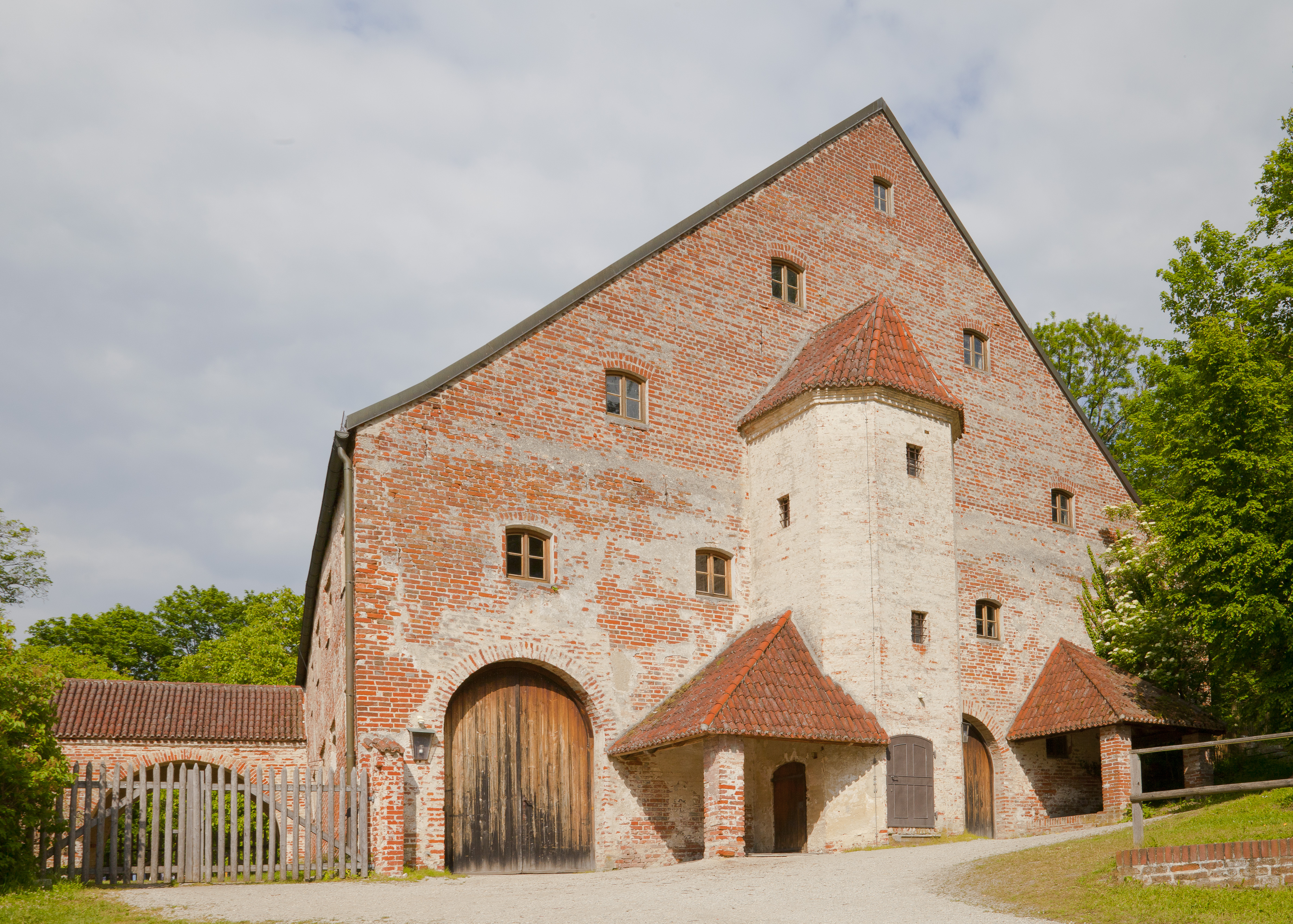
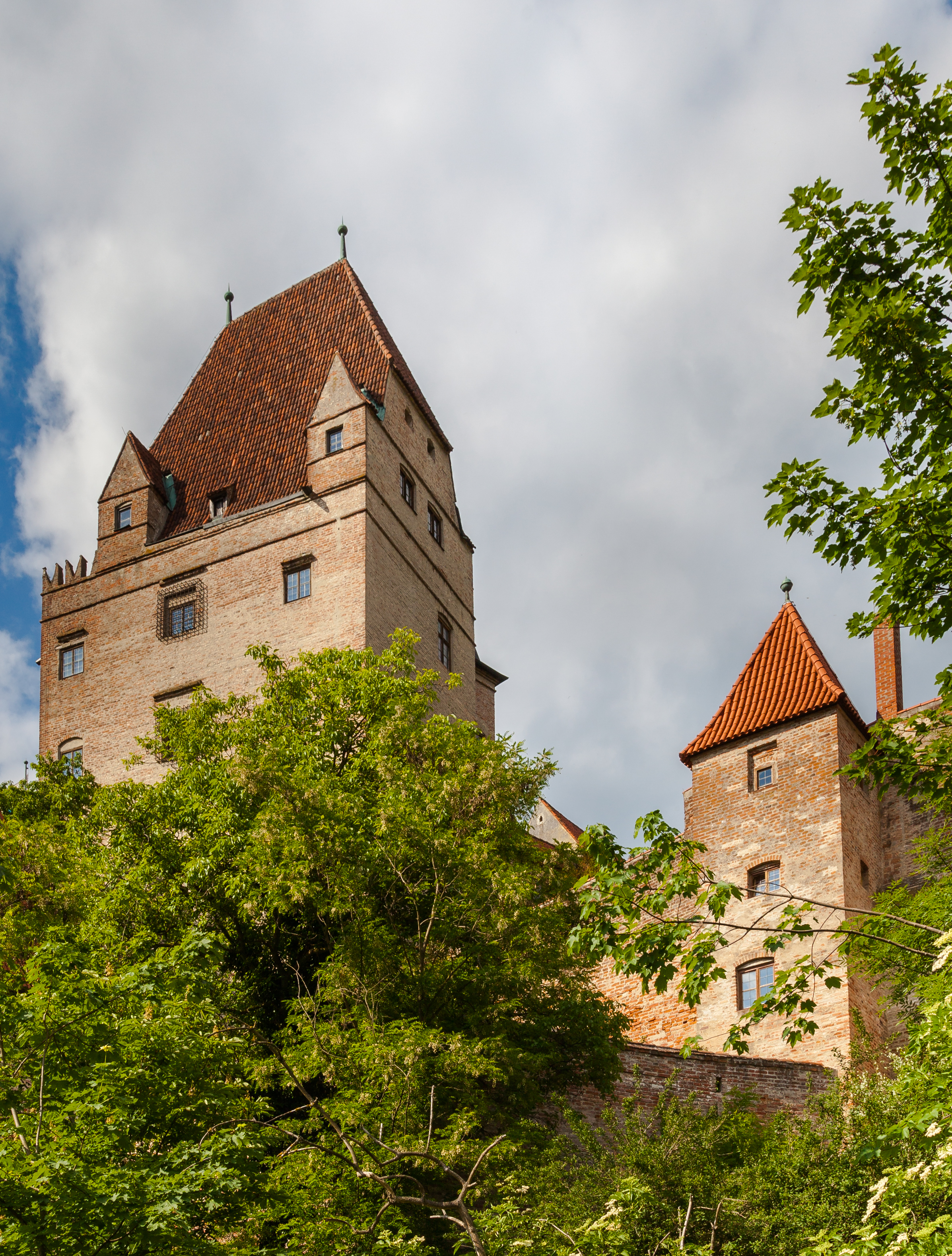
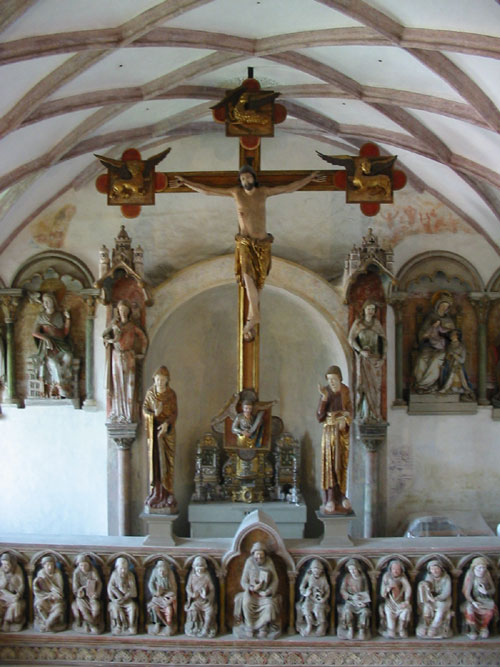
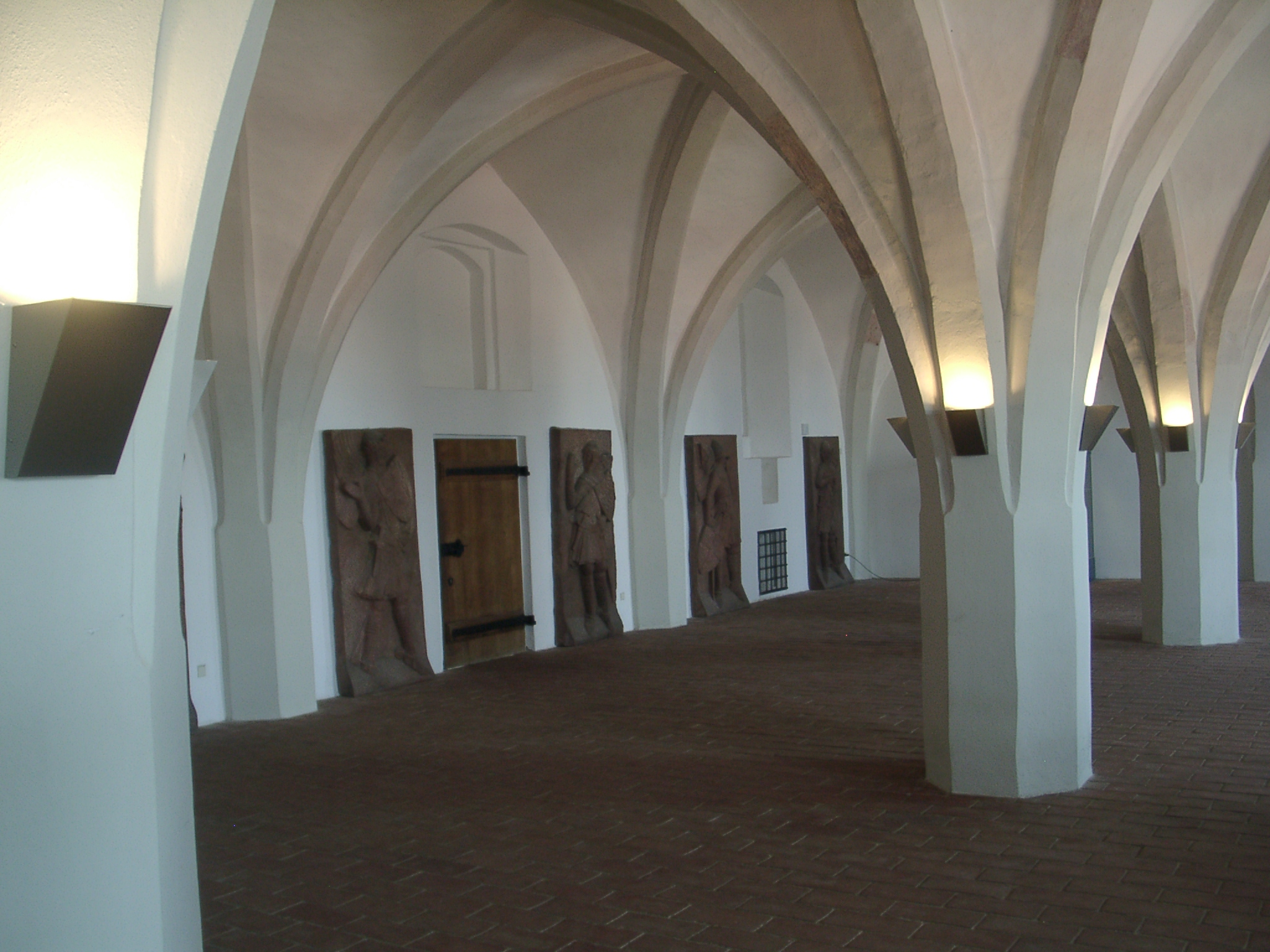